# Pustule
En médecine humaine, une pustule est une lésion inflammatoire dermatologique courante caractérisée par un soulèvement épidermique contenant d'emblée du pus.

## Étiologie
- Acné
- Acrodermatite continue
- Bactérides d'Andrews
- Folliculite staphylococcique
- Syndrome de Fiessinger-Leroy-Reiter
- Furoncle et anthrax staphylococcique
- Mélanose pustuleuse néonatale transitoire
- Psoriasis pustuleux généralisé
- Pustulose infectieuse (bactérienne ou fongique)
- Pustulose varioliforme (maladie de Kaposi-Juliusberg)
- Sycosis
- Vaccine
- Variole